# Croix couverte de Bassignac-le-Haut
La croix couverte de Bassignac-le-Haut est une croix française à Bassignac-le-Haut, en Corrèze.

## Localisation

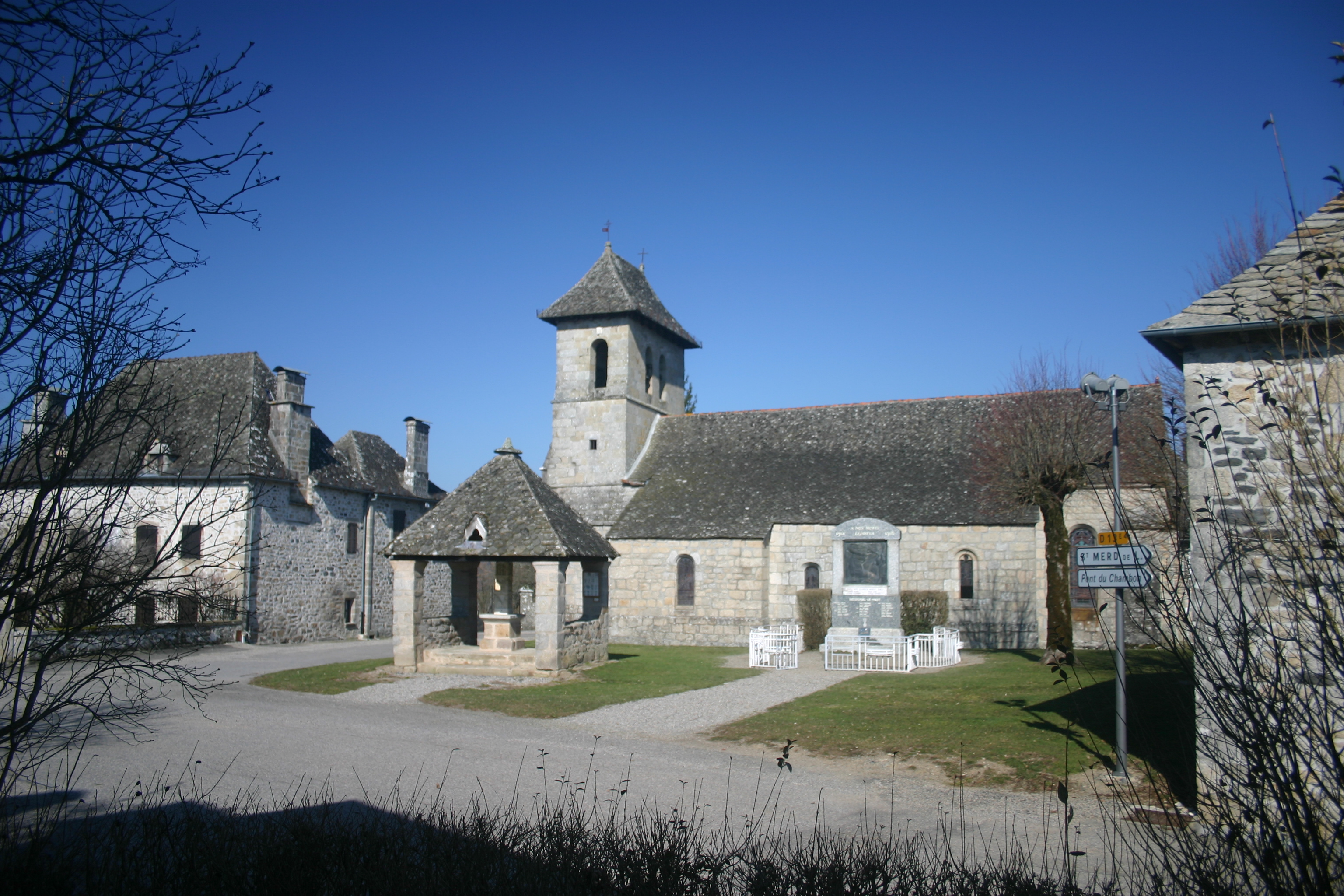
Vue générale de l'église et de la croix couverte.

La croix est située près de l'église, sur le site de l'ancien cimetière.

## Histoire
L'édifice date sans doute du XVe siècle ou du XVIe siècle. Une tradition rattache le monument à l'Abbaye d'Aubazine.
La croix est un monument historique classé depuis le 17 décembre 1923.

## Description
La croix est protégée par un toit.

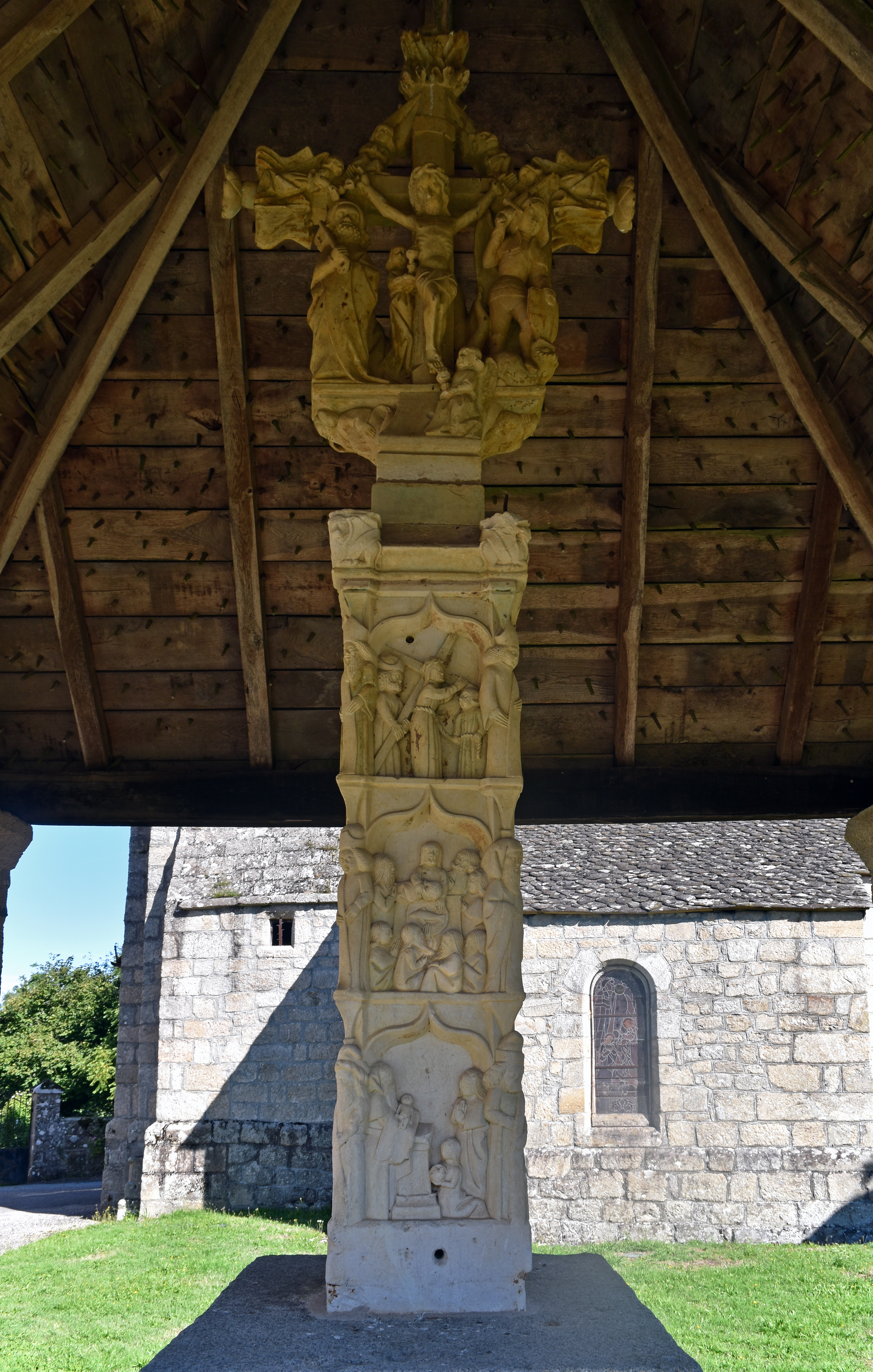
Face avec le Christ en croix.

Sur l'une des faces est figuré le Christ avec saint Jean (ou saint Pierre et saint Michel) et la Vierge. Sur l'autre face se trouve une piéta, avec la Madeleine et saint Jean. Des anges récupèrent le sang du Christ.
Le fût de la croix est carré et comporte 3 scènes de la vie du Christ figurées sur chacune de ses faces.
12 prophètes sont situés sur les angles.